# Silurana tropicalis
Silurana tropicalis är en groddjursart som beskrevs av Gray 1864. Silurana tropicalis ingår i släktet Silurana och familjen pipagrodor. IUCN kategoriserar arten globalt som livskraftig. Inga underarter finns listade i Catalogue of Life.